# Nankang-Dynatek
Nankang-Fondriest ist ein italienisches Radsportteam mit Sitz in Empoli, welches seit 2015 mit serbischer Lizenz fährt.
Die Mannschaft wurde 2013 gegründet und nimmt als Continental Team an den UCI Continental Circuits teil. Manager ist Riccardo Forconi, der von dem Sportlichen Leiter Simone Borgheresi unterstützt wird. Die Mannschaft fungiert als Farmteam für das UCI ProTeam Saxo-Tinkoff, weswegen die beiden Mannschaften nach dem UCI-Reglement nicht zugleich bei denselben Rennen starten dürfen.
Ende 2015 wurde das Team aufgelöst.

## Saison 2015

### Erfolge in der UCI Europe Tour
In den Rennen der Saison 2015 der UCI Europe Tour gelangen die nachstehenden Erfolge.
| Datum        | Rennen                                     | Kat. | Fahrer      |
| ------------ | ------------------------------------------ | ---- | ----------- |
| 26. Juni     | Serbische Meisterschaft – Einzelzeitfahren | CN   | Ivan Stević |
| 28. Juni     | Serbische Meisterschaft – Straßenrennen    | CN   | Gabor Kasa  |
| 3. September | 5. Etappe Bulgarien-Rundfahrt              | 2.2  | Ivan Stević |
| 8. Oktober   | 1. Etappe Tour of Mevlana                  | 2.2  | Ivan Stević |

### Zugänge – Abgänge
| Zugänge                         | Team 2014                 | Abgänge              | Team 2015 |
| ------------------------------- | ------------------------- | -------------------- | --------- |
| Nemanja Ambruš                  | Keith Mobel-Partizan      | Filippo Baggio       | Unbekannt |
| Nikita Zharoven                 |                           | Alfredo Balloni      | Unbekannt |
| Marko Danilović                 | Racing Cycles-Kastro Team | Matteo Belli         | Unbekannt |
| Dušan Kalaba                    | Neoprofi                  | Francesco Bonistalli | Unbekannt |
| Marco Stankovic                 | Neoprofi                  | Nicola Dal Santo     | Unbekannt |
| Aleksandar Mitic                | Keith Mobel-Partizan      | Alfonso Fiorenza     | Unbekannt |
| Gabor Kasa                      | Racing Cycles-Kastro Team | Giacomo Forconi      | Unbekannt |
| Jovan Zekavica                  |                           | Matteo Gozzi         | Unbekannt |
| Ernad Beganovic (ab 25. August) |                           | Lorenzo Nardi        | Unbekannt |
| Ivan Stevic                     | Racing Cycles-Kastro Team | Alex Paoli           | Unbekannt |
|                                 |                           | Loris Paoli          | Unbekannt |
|                                 |                           | Andrea Sannino       | Unbekannt |
|                                 |                           | Luca Taschin         | Unbekannt |
|                                 |                           | Lorenzo Trabucco     | Unbekannt |
|                                 |                           | Antonio Merolese     | Unbekannt |

### Mannschaft
| Name            | Geburtstag        | Nationalität | Team 2016                         |
| --------------- | ----------------- | ------------ | --------------------------------- |
| Nemanja Ambruš  | 17. Februar 1994  | Serbien      |                                   |
| Ernad Beganovic | 28. Januar 1996   | Serbien      | Start-Vaxes Partizan Cycling Team |
| Marco Danilovic | 23. April 1993    | Serbien      |                                   |
| Dusan Kalaba    | 25. Mai 1996      | Serbien      | Start-Vaxes Partizan Cycling Team |
| Gabor Kasa      | 3. Februar 1989   | Serbien      |                                   |
| Alexander Mitic | 1. April 1995     | Serbien      | Dare Gobik                        |
| Marko Stanković | 8. Juli 1988      | Serbien      |                                   |
| Ivan Stević     | 12. März 1980     | Serbien      | Start-Vaxes Partizan Cycling Team |
| Jovan Zekarica  | 20. Januar 1991   | Serbien      |                                   |
| Nikita Zharoven | 14. November 1992 | Belarus      |                                   |

## Platzierungen in UCI-Ranglisten
UCI Europe Tour
| Saison | Mannschaftswertung | Fahrerwertung       |
| ------ | ------------------ | ------------------- |
| 2013   | 23.                | Iwan Rowny (20.)    |
| 2014   | 107.               | Matteo Belli (485.) |
| 2015   | 55.                | Ivan Stević (76.)   |